# Hoffmannseggia glauca
Hoffmannseggia glauca är en ärtväxtart som först beskrevs av Casimiro Gómez de Ortega, och fick sitt nu gällande namn av Eifert. Hoffmannseggia glauca ingår i släktet Hoffmannseggia och familjen ärtväxter. Inga underarter finns listade i Catalogue of Life.